# Джеймс Плейнтейн
Джеймс Плейнтейн (англ. James Plaintain, активний у 1720—1728 рр.) — пірат, який діяв в Індійському океані. Він найбільш відомий тим, що використав свої піратські багатства, щоб заснувати короткочасне королівство на Мадагаскарі.

## Молоді роки
Джеймс Плейнтейн народився на Ямайці, за деякими джерелами в містечку Шоколад-Хоул. Батьки-англійці віддали його в школу, щоб він навчився читати, але в тринадцять років Джеймс Плейнтейн записався до команди маленького піратського корабля, який курсував уздовж берегів Ямайки.
Коли йому було близько двадцяти років, Плейнтейн переїхав до Род-Айленда на східному узбережжі Сполучених Штатів. Тут він приєднався до групи піратів, які сіли на піратський корабель «Terrible», яким командував якийсь Джон Вільямс. Terrible зробив прибережні райони навколо Гвінеї небезпечними та викрав загалом три кораблі. Екіпажі цих кораблів були залишені на узбережжі або записані на борт. З трьох викрадених кораблів було обрано найкраще: Defiance. Завдяки цьому кораблю, який містив 30 гармат, група корсарів стала грізним ворогом для торгівлі навколо Гвінеї.

## Прибуття на Мадагаскар
Під новим капітаном, якого звали Інгланд, пірати залишили прибережні райони Гвінеї на двох викрадених кораблях (які вони назвали Fancy та Expedition). Коли кораблі наблизилися до узбережжя Мадагаскару, багато членів екіпажу захворіли, тож лікар на борту (колишній член екіпажу викраденого судна) відправив їх до Сен-Огюстена, невеликого містечка на узбережжі. Там загинули багато членів екіпажу. Коли решта видужали, вони почали піратство в прибережних водах Мадагаскару. Як базу вони обрали Іль-Сент-Марі, острів недалеко від узбережжя Мадагаскару, який був популярним притулком для піратів.
Плейнтейн був англійцем, народився на Ямайці, і служив матросом на борту корабля «The Fiery Dragon» Крістофера Кондента, а згодом у піратської флотилії Едварда Інгленда, яка захопила корабель Ост-Індської компанії «Cassandra» капітана Джеймса Макре в 1720 році. Пограбувавши корабель, пірати повернулись на Мадагаскар, де розділили здобич і розійшлися. Плейнтейн і низка інших залишилися на острові, хто добровільно, хто ні. Разом з двома іншими він перебрався до затоки Рантер, де вони налагодили стосунки з місцевими малагасійцями і витратили свою здобич для будівництва поселення. Плейнтейн називав себе «королем затоки Рантер».

## Король затоки Рантер
З острова Сент-Марі було здійснено кілька морських подорожей, які принесли значні багатства Джеймсу Плейнтейну. Зокрема, морська подорож до Малабара в Індії зробила Плейнтейна багатою людиною. [1] У 1715 році Джеймс Плейнтейн вирішив відмовитися від піратства. Він оселився разом із шотландцем Джеймсом Адейром і данцем Гансом Бургеном у Рантер-Бей, містечку за кілька кілометрів над Іль-Сент-Марі. Джеймс Плейнтейн очолив тріо, і його називали «королем затоки Рантер». Він побудував там замок, де також розмістив свій гарем, що складається з місцевих дівчат, яким дав англійські імена, такі як Пег, Кейт, Сью та Молл. [2]

## Підкорення Мадагаскару
У 1722 році ескадра Королівського флоту відвідала Мадагаскар у пошуках Річарда Тейлора, Олів'є Левассера та Едварда Інгленда. Плейнтейн повідомив їм, що пірати давно залишили ці місця і запросив офіцерів відвідати його поселення. Як повідомляється, в поселенні виявили Едварда Інгленда, що перебував у виснаженому стані, близькому до смерті; Тейлор усунув його від командування на тій підставі, що він був занадто добрим до капітана Cassandra.
Зі свого замку в Рантер-Бей Джеймс Плейнтейн завоював значні частини Мадагаскару в 1720-х роках. Багато поневолених малагасійців були призвані до його армії. Щоб збільшити свою популярність серед малагасійців, Джеймс Плейнтейн наказав їм здійснювати набіги на сусідні королівства, щоб викрасти худобу. За допомогою своєї армії Джеймс Плейнтейн захоплював все нові й нові сусідні королівства.
Він організував місцевих жителів на війну проти їх сусідів, використовуючи вогнепальну зброю, щоб здобути перемогу. Він забезпечував себе та своїх союзників, торгуючи з пропливаючими кораблями, пропонуючи їжу, воду, припаси та рабів, узятих у полон у війнах проти його сусідів, в обмін на зброю, порох і дріб, одяг та інші товари.
Пірати, в тому числі Плейнтейн, взяли собі багатьох малагасійських дружин і щедро наділили їх подарунками. 1725 року король Дін Тоакоффу відмовився від пропозиції Джеймса Плейнтейн одружитися з його онукою Елеонорою. Після цього Джеймс Плейнтейн розпочав серію нападів, з яких зрештою вийшов переможцем, вбивши короля і одружившись з Елеонорою. 

## Втеча до Індії
З часом Плейнтейн нажив занадто багато ворогів на Мадагаскарі, що призвело до спроби позбавити його влади. Плейнтейн узяв свою улюблену місцеву дружину та втік у 1728 році до Індії, де служив у флоті маратхів під командуванням маратхського адмірала Канходжі Ангрії. Подальша доля Плейнтейна невідома. Коли він вирушав в рейд, то зазвичай ховав свої багатства на острові та викопував їх, коли повертався, але чутки про захований скарб Плейнтейн не зникали.